# Aloe ericetorum
Aloe ericetorum ist eine Pflanzenart der Gattung der Aloen in der Unterfamilie der Affodillgewächse (Asphodeloideae). Das Artepitheton ericetorum stammt aus dem Lateinischen, bedeutet ‚Heide‘ und verweist auf das bevorzugte Habitat der Art.

## Beschreibung

### Vegetative Merkmale
Aloe ericetorum wächst stammlos und einfach. Die 15 bis 20 lanzettlichen Laubblätter bilden dichte Rosetten. Die glauke Blattspreite ist 18 bis 19 Zentimeter lang und 3,5 bis 4,5 Zentimeter breit. Die hellgelben Zähne am schmalen, knorpeligen Blattrand sind 1,5 bis 2,5 Millimeter lang und stehen 0,7 bis 1 Millimeter voneinander entfernt.

### Blütenstände und Blüten
Der Blütenstand besteht aus ein bis zwei Zweigen und erreicht eine Länge von 50 bis 70 Zentimeter. Die locker zylindrischen bis dicht kopfigen Trauben sind bis zu 15 Zentimeter lang. Die eiförmig-spitzen Brakteen weisen eine Länge von 8 bis 9 Millimeter auf. Die gelben Blüten stehen an 15 bis 30 Millimeter langen Blütenstielen. Die Blüten sind 35 bis 37 Millimeter lang und an ihrer Basis gerundet. Oberhalb des Fruchtknotens sind die Blüten sehr wenig verengt und schließlich zur Mündung leicht erweitert. Ihre äußeren Perigonblätter sind auf einer Länge von etwa 18 bis 24 Millimetern nicht miteinander verwachsen. Die Staubblätter und der Griffel ragen kaum aus der Blüte heraus.

## Systematik und Verbreitung
Aloe ericetorum ist in Zentral-Madagaskar in sandigen Heiden und Mooren verbreitet. 
Die Erstbeschreibung durch Jean Marie Bosser wurde 1968 veröffentlicht.

## Nachweise